# Église Saint-Laurent de Roujan
Pour les articles homonymes, voir Église Saint-Alban.
L'église Saint-Laurent est une église catholique située à Roujan, dans le département français de l'Hérault et la région Occitanie.

## Protection
L'église a été inscrite au titre des monuments historiques le 14 avril 1954.